# Romaer
 Denne artikel bør gennemlæses af en person med fagkendskab for at sikre den faglige korrekthed.

Romaer (romani: Rromane dźene, ) er et folkeslag, der fra Europa eller Asien har bredt sig til hele verden. De har ikke deres egen stat og færdes på tværs af landegrænser.
Romaerne nedstammer sandsynligvis fra et nomadefolk fra det nordlige Indien, hvilket dog ikke er bevist. De er muligvis relateret til domari-folket, der udvandrede til Byzans før 1000-tallet og derfra spredtes ind i Europa via Balkan
Blandt de mange romagrupper findes sinti-romaerne i Nordeuropa, manuš-gruppen i Frankrig, bugurdži i Tyrkiet og på Balkan samt xaladitka i Rusland. I dag er mange roma-grupper fastboende, men lever ofte adskilt fra majoritetsbefolkningerne i de lande, hvor de er bosat. Historisk fandtes romagrupper i hele Europa. Traditionelt har omrejsende romaer især ernæret sig ved musik, håndværk og forefaldende arbejde. Romamusik er ofte blevet så populær, at den har dannet grundlag for nye musikgenrer, såsom flamenco i Spanien, jazz manouche i Frankrig og bryllupsmusik i Bulgarien. Mange romaer er blevet verdenskendte musikere.
I dag bor de fleste romaer på Balkan og i Østeuropa med store befolkningsgrupper i Nordmakedonien, Bulgarien, Rumænien og Ungarn. Roma-folkeslag er historisk blevet udsat for diskrimination i de lande, hvor de har været bosat, og blev under anden Verdenskrig forfulgt under Nazitysklands okkupation, der som en del af racepolitikken sendte flere hundrede tusinde romaer i koncentrationslejre, hvor mange døde. I dag diskrimineres romaer stadig i mange især østeuropæiske lande og anses af majoritetsbefolkningerne for at være kriminelle og farlige, mens romaerne i Vesteuropa i stor udstrækning nu er integreret i majoritetsbefolkningen.
Mange østeuropæiske romaer taler en dialekt af romani, et indoarisk sprog under den indoeuropæiske sprogfamilie. Romani er tæt beslægtet med hindi, med påvirkning fra sprogene farsi, tyrkisk, græsk og sydslavisk, der taltes i de lande romaerne har været bosat i. I Spanien, Frankrig, England og Skandinavien taler de fleste romaer para-romani, der er en variant af majoritetessprogene med mange låneord fra romani.

## Etymologi
På romani er rom et maskulint navneord, der betyder "mand, ægtemand", med flertalsbøjningen roma. Romano er det maskuline adjektiv, mens romani er det feminine adjektiv. Nogle romaer bruger rom eller roma som en etnisk betegnelse, mens andre, såsom sintier eller romanichaler, ikke bruger udtrykket som endonym for hele den etniske gruppe.
Rom og romani staves også med dobbelt r, dvs. rrom og rromani. I disse tilfælde bruges rr til at repræsentere lyden /ʀ/ (også skrevet som ř og rh), som i nogle romadialekter er forskelligt fra det enkelt skrevne r. 'rr'-stavningen er almindelig især i Rumænien, for at skelne fra endonymet for rumænere (engelsk roman, pl. romani).
På anbefaling af den Internationale Roma Union (IRU) besluttede FNs sprogkommission at anerkende "roma" (og på engelsk også: "Romani") som betegnelsen for alle mennesker med roma-oprindelse. Den første verdenskongres for internationale borgerrettigheder for romaerne i London i 1971 slog fast, at udtrykket "roma" er den officielle samlede betegnelse for de forskellige undergrupper. Også den anden international paraplyorganisation af romaorganisationer, Roma National Congress (RNC), anvender begrebet "roma" som en samlebetegnelse.
Den Europæiske Kommission mod Racisme og Intolerance (ECRI) anbefalede i 1998 med sin generelle henstilling nr. 3 ("Bekæmpelse af racisme og intolerance over for romaer/sintier") medlemsstaterne i Europarådet at sikre, at staterne brugte det navn, de forskellige grupper af romaer "ønsker at blive omtalt med.".
Tidligere kaldtes romaer ofte for "sigøjnere". Ordet er et indlån fra tysk "Zigeuner", men den yderligere etymologi er omstridt. Nogle forbinder det med det græske »tsingános« (gr. τσιγγάνος), der har samme betydning og kan spores tilbage til byzantinsk græsk »athínganos« (gr. ἀθίγγανος), der betyder "urørlig". På engelsk anvendtes begrebet "gypsies", der stammer fra oldfransk "gyptien", en kortform af ordet for "ægypter", da det i middelalderen var en almindelig opfattelse at romaerne kom fra Ægypten. I dag foretrækkes endonymet på romani, "roma", og andre betegnelser anses for upassende.

## Antal og undergrupper

### Romaernes antal
Af forskellige årsager vælger mange romaer ikke at registrere deres etniske identitet ved officielle folketællinger. Der er en anslået fire millioner romaer i Europa (fra 2002), selv om nogle skøn fra romaernes organisationer giver tal så høje som 14 mio. Betydelige romagrupper findes på Balkan, i nogle centraleuropæiske stater, i Spanien, Frankrig, Rusland og Ukraine. Flere millioner romaer kan være bosat udenfor Europa, især i Mellemøsten og Amerika.

### Romaernes subgrupper
Som følge af kastesystemet, arvet fra Indien, og deres forflytten sig gennem Asien, Europa, Amerika og Australien har de enkelte romagrupper mange betegnelser.
Det altomfattende endonym er altid "rom". Selv når visse grupper ikke bruger endonymet "roma", anerkender de alle en fælles oprindelse og tilhørende dikotomien roma-gadjo.
Nogle romagrupper bruger forskellige endonymer afhængigt af deres geografiske tilhørsforhold:
- Iberiske Kale, i det meste af Spanien, også kendt som gitanos, i Portugal kendt som ciganos.[36][37] "Kala" betyder "sorte" på sanskrit, ny-indiske sprog og romani.[37] Iberiske Kale kalder deres sprog, der er beslægtet med romani, for "Caló".[38]
- Manush i Frankrig[36][39] er en undergruppe af Sinti.[39] Ordet "Manush" betyder "person" på sanskrit, ny-indiske sprog og romani.[39][40]
- Romanichal i Storbritannien.[36][41] Romanichal emigrerede også til USA og Australien.
- Welsh Kale, i Wales. Welsh Kale indvandrede fra Spanien.[42]
- Sinti, i Tyskland og det nordlige Italien.[36][43] Sinti omtaler ikke sig selv som romaer, og kalder deres sprog "romanes".[43]
- Romanisæl i Norge.
- Finsk Kale, i Finland.[36][44] At endonymet er det samme som for Iberiske Kale er sandsynligvis en tilfældighed.[41]

Andre romagrupper benytter endonymer der beskriver:
- deres faggruppe, f.eks. kalderash[45] (dansk: ~ smed), fortrinsvis i Rumænien og lovari (i Ungarn)[46] eller machvaya (i Serbien)[47] (dansk: ~ hestehandler)

eller
- deres religiøse tilhørsforhold, f.eks. xoraxane roma, muslimske romaer bosat i Tyrkiet og på Balkan.[47][48]

## Historie

### Oprindelse
Undersøgelser tyder på en indisk oprindelse for romaer. Da roma-grupperne ikke har nogen nedskreven historie eller mundtlige overleveringer, bygger de fleste hypoteser om romernes tidlige migrationshistorie på lingvistisk forskning. Der er ingen kendt registrering af en migration fra Indien til Europa under middelalderen, der ubestrideligt kan tilskrives romaerne.

#### Shahnameh-legenden
Ifølge en legende omtalt i Shahnameh og gentaget af flere moderne forfattere, opdagede den sasanidiske konge Bahram V Gor mod slutningen af sin regeringstid (421-39), at de fattige ikke havde råd til at nyde musik, og han anmodede kongen af Indien om at sende ham ti tusind luris, mandlige og kvindelige lutspillere. Da lutspillerne ankom, gav Bahram hver en okse og et æsel og en æsellast af hvede, så de kunne leve af landbrug og spille gratis musik for de fattige. Men lutspillerne spiste okserne og hveden og kom tilbage et år senere med deres kinder udhulede af sult. Kongen, der var vred over at de havde spildt det, han havde givet dem, beordrede dem til at pakke deres tasker på deres æsler og vandre rundt i verden.

#### Sproglige beviser
Den sproglige forskning beviser ubestrideligt, at rødderne til romani skal findes i Indien. Sproget har grammatiske karakteristika som indiske sprog og deler en stor del af det grundlæggende ordforråd om f.eks kropsdele eller daglige rutiner med indiske sprog.
Romani deler grundlæggende ordforråd med hindi og punjabi. Det deler mange fonetiske funktioner med marvari, mens dets grammatik er tættest på bengalsk.
Romani og domari deler flere ligheder: sammensætningen af forholdsordene til ordstammerne, samme markører for datid, navneordenes køn neutraliseres i flertalsformen og anvendelse af kasusformen oblik ved akkusativ. Det har medført megen diskussion om forholdet mellem de to sprog. Domari blev engang anset for at være et "søstersprog" til romani, hvor de to sprog blev separeret efter udvandringen fra det indiske subkontinent, men nyere forskning tyder på, at forskellene mellem dem er betydelige nok til at behandle dem som to adskilte sprog fra den centrale sproggruppe. Romani og domari har derfor sandsynligvis rødder i to forskellige migrationsbølger fra Indien, adskilt af flere hundrede år.
Talord på romani, domari og lomavren sprog, sammenlignet med hindi og persiske former. Bemærk romani talord for syv til ni er lånt fra græsk.
|          | hindi | romani    | domari | lomavren | persisk  |
| -------- | ----- | --------- | ------ | -------- | -------- |
| 1        | ek    | ekh, jekh | yika   | yak, yek | yak, yek |
| 2        | do    | duj       | dī     | lui      | du, do   |
| 3        | tīn   | trin      | tærən  | tərin    | se       |
| 4        | cār   | štar      | štar   | išdör    | čahār    |
| 5        | pāñc  | pandž     | pandž  | pendž    | pandž    |
| 6        | che   | šov       | šaš    | šeš      | šaš, šeš |
| 7        | sāt   | ifta      | xaut   | haft     | haft     |
| 8        | āţh   | oxto      | xaišt  | hašt     | hašt     |
| 9        | nau   | inja      | na     | nu       | nuh, noh |
| 10       | das   | deš       | des    | las      | dah      |
| 20       | bīs   | biš       | wīs    | vist     | bist     |
| 100      | sau   | šel       | saj    | saj      | sad      |
| Note: 1. |       |           |        |          |          |

#### Genetiske beviser
Genetiske fund i 2012 antyder at romaerne stammer fra det nordvestlige Indien og migrerede som en gruppe. Ifølge en genetisk undersøgelse i 2012 er forfædrene til de nuværende stammer og kaster i det nordlige Indien, der oprindeligt blev betragtet som beslægtede med Doma-folket, mere sandsynligt forfædre til moderne europæiske romaer. I december 2012 syntes yderligere fund at bekræfte "at romaer kom fra en enkelt gruppe, der forlod det nordvestlige Indien for omkring 1.500 år siden," De nåede til Balkan for omkring 900 år siden, og har derefter spredt sig over hele Europa. Forskningen tydede på, at trods en vis isolation lignede romaerne "genetisk ... andre europæere."
Genetisk forskning offentliggjort i European Journal of Human Genetics "har vist at over 70% af mændene tilhører en enkelt slægt, som er unik for romaerne".
Genetiske data understøtter den middelalderlige migration fra Indien. Romaerne er blevet beskrevet som "et konglomerat af genetisk isolerede elementer fra stampopulationen", mens en række fælles mendelske lidelser blandt romaer fra hele Europa viser "en fælles oprindelse og grundlæggervirkning".[95] [96] En undersøgelse fra 2001 af Gresham et al. foreslår "et begrænset antal relaterede stamfædre, foreneligt med en lille gruppe indvandrere fra en særskilt kaste eller stamme". Den samme undersøgelse fandt, at "en enkelt slægt, ... der findes i hele roma-befolkningen, tegner sig for næsten hver tredje mandlig roma." En undersøgelse fra 2004 af Morar et al. konkluderede, at romabefolkningen "blev grundlagt ca. 32-40 generationer siden, med sekundære og tertiære grundlægger-begivenheder for ca. 16-25 generationer siden."

#### Mulig migrationsrute
Det menes, at romaerne stammer fra den moderne indiske delstat Rajasthan, og migrerede mod nordvest (Sindh, Punjab, og Baluchistan på det indiske subkontinent) omkring 250 f.v.t. Deres efterfølgende vestlige migration, eventuelt i bølger, menes nu at være indledt omkring 500 e.v.t. Det er også blevet foreslået, at emigration fra Indien kan have fundet sted som følge af Mahmud af Ghaznis angreb ind i den nordvestlige del af det indiske subkontinent. Da forsvarerne blev besejret, blev de med deres familier flyttet vestpå ind i det byzantinske rige. Flytningen eller migrationen kan tidligst være sket i 1000-tallet, da romani viser utvetydige træk af moderne Indoariske sprog, der først opstod efter omkring år 1000.

### Ankomst til Europa
Ifølge et genstudie fra 2012 ankom romaerne til Balkan allerede i 1100-tallet. De første historiske optegnelser, om at romaer havde nået Sydøsteuropa, er fra 1300-tallet: i 1322 stødte en irsk franciskanermunk, Symon Semeonis på en vandrende folkegruppe, "efterkommere af Kain", uden for byen Heraklion på Kreta. Symons optegnelser er sandsynligvis den tidligst overlevende beskrivelse af en vestlig krønikeskrivers møde med romaer i Europa. I 1350 nævnte Ludolphus af Sudheim en tilsvarende folkegruppe med et unikt sprog som han kaldte Mandapolos, et ord nogle mener kan være afledt af det græske ord Mantes (som betyder profet eller spåkone). Omkring 1360 etableredes et len "Feudum Acinganorum" på Korfu, der hovedsagelig anvendte roma-livegne, og hvor romaerne på øen var undersåtter I 1424 blev romaerne omtalt i Tyskland, og i 1500-tallet i Skotland og Sverige. Nogle romaer udvandrede fra Persien gennem Nordafrika, og nåede den Iberiske Halvø i 1400-tallet. De to folkevandringer mødtes i Frankrig.

### Tidlig moderne historie
Romaernes tidlige historie viser en blandet modtagelse. På trods af at den første registrerede transaktion af en roma slave i Valakiet foregik i 1385, fik romaerne fri gennemrejse af den Tysk-romersk kejser Sigismund i 1417. Samtidigt i 1416 blev romaerne beordret bortvist fra Meißen i Tyskland i 1416, Luzern i 1471, Milano i 1493, Frankrig i 1504, Catalonien i 1512, Sverige i 1525, England i 1530, og Danmark i 1536. I 1510 blev alle romaer, der befandt sig i Schweiz, beordret dræbt; tilsvarende love blev indført i England i 1554 og Danmark i 1589, mens Portugal begyndte deportationer af romaer til sine kolonier i 1538.
Senere gav en engelsk lov fra 1596 dog romaer særlige privilegier, som andre vandrende folkeslag ikke havde, Frankrig vedtog en lignende lov i 1683. Katarina den Store af Rusland erklærede sigøjnere for "Kronens slaver" (en status højere end livegne), men holdt dem samtidig ude af visse dele af hovedstaden. På trods af forfølgelserne og livegenskabet blev Ştefan Răzvan, der var roma, i 1595 vojvod af Moldavien.
Selv om nogle romaer blev holdt som slaver i Valakiet og Moldavien indtil slaveriets afskaffelse i 1856, forblev størstedelen omrejsende frie nomader i deres vogne, som antydet i hjul-symbolet på det nationale flag. Andre steder i Europa var de udsat for etnisk udrensning, bortførelse af deres børn og tvangsarbejde. I England blev romaerne undertiden bortvist fra små samfund eller hængt; i Frankrig blev de brændemærket, og deres hoveder blev barberet; i Mähren og Bøhmen blev kvinderne øremærket for at kunne udskille dem. Som et resultat flyttede store grupper af romaer mod det mere tolerante Polen og mod Rusland, hvor romaerne blev behandlet mere humant, så længe de betalte deres årlige skatter.

### Moderne historie
Romaerne begyndte at emigrere til Nordamerika i kolonitiden i små grupper, der slog sig ned i Virginia og Fransk Louisiana. Udvandring af romaer til USA i større skala indledtes i 1860'erne, med grupper af romanichal fra Storbritannien. Det største antal indvandrede i begyndelsen af 1900'erne var fra vlax romani talende kalderash fra Sydøsteuropa. Mange romaer har ligeledes bosat sig i Sydamerika.

#### Anden Verdenskrig
Under Anden Verdenskrig indledte nazisterne et systematisk folkedrab på romaerne, en proces der er kendt blandt romaerne som Porajmos. Romaer blev udryddet, dømt til tvangsarbejde og indespærring i koncentrationslejre.
De blev ofte dræbt på stedet af især Einsatzgruppen (paramilitære dødspatruljer) på Østfronten Det samlede antal ofre anslås til mellem 220.000 til 1.500.000; selv det laveste tal ville gøre Porajmos til et af de største massedrab i historien.

#### Efter 1945
I Tjekkoslovakiet blev romaer betegnet som et "socialt degenereret lag" af befolkningen, og romakvinder blev steriliseret som led i en statslig politik for at reducere deres antal. Denne politik blev gennemført med store økonomiske incitamenter, trusler om at nægte fremtidige sociale ydelser, med misinformation eller efter bedøvelse.(Silverman 1995 Helsinki Watch 1991).
En officiel forespørgsel fra Tjekkiet, som resulterede i en rapport (december 2005), konkluderede, at myndighederne i Tjekkoslovakiets Socialistiske Republik havde praktiseret en assimilationspolitik overfor romaer, "hvori indgik bestræbelser fra de sociale myndigheder til kontrol af fødselstallet i romasamfundet". "Problemer med seksuel sterilisation foretaget i Tjekkiet, enten med forkert motivation eller ulovligt, eksisterer," sagde den tjekkiske offentlige forsvarer, og anbefalede statslig erstatning til kvinder, der var blevet berørt mellem 1973 og 1991. Nye sager blev afsløret indtil 2004 i både Tjekkiet og Slovakiet. Tyskland, Norge, Sverige og Schweiz "har alle historie om tvangssterilisation af mindretal og andre grupper."

## Romasamfundet og den traditionelle kultur
Traditionelle romaer værdsætter den udvidede familie højt. Jomfruelighed er afgørende for ugifte kvinder. Både mænd og kvinder bliver ofte gift unge, og der har været kontroverser i flere lande over romaernes indgåelse af børneægteskaber. Romaernes lov fastslår, at mandens familie skal betale en brudepris til brudens forældre, men kun traditionelle familier følger stadig denne regel.
Efter indgåelse af ægteskabet slutter kvinden sig til mandens familie, hvor hendes primære opgave er at tage sig af mandens og hendes børns behov samt at tage sig af sin svigerfamilie. Magtstrukturen i den traditionelle romahusstand har øverst den ældste mand eller bedstefar, og mænd har generelt mere autoritet end kvinder. Kvinder vinder respekt og autoritet når de bliver ældre. Unge koner begynder at få myndighed, når de får børn.
Romaernes sociale adfærd er strengt reguleret af hinduistiske renhedslove indeholdende "marime" (dansk: ~ syndfuldt, arabisk: ~ haram), der stadig respekteres af de fleste romaer (og de fleste ældre generationer sintier). Disse regler påvirker alle aspekter af livet og omhandler handlinger, mennesker og ting. Dele af det menneskelige legeme betragtes som urene: kønsorganerne (fordi de producerer udsondringer) samt resten af den nedre del af kroppen. Tøj til den nederste del af kroppen, samt tøj af menstruerende kvinder, vaskes separat. Varer, der anvendes til at spise, vaskes særskilt. Fødsler anses for urene og skal ske uden for boligen. Moderen anses som uren i fyrre dage efter fødslen.
Døden betragtes som uren og påvirker hele den dødes familie, der er urene for en periode. I modsætning til den hinduistiske praksis med kremering af de døde, skal døde romaer begraves. Ligbrænding og begravelse har været kendt fra tiden omkring Rigvedaens tilblivelse (1700-1100 f.v.t.), og begge er almindeligt praktiseret af hinduer i dag. Nogle dyr betragtes også som urene, f.eks katte, fordi de slikker deres bagpart. Heste derimod anses ikke for urene, fordi de ikke kan.

### Tilhørsforhold og udstødelse
Romanipen (også romanypen, romanipe, romanype, romanimos, romaimos, romaniya) er en kompliceret begreb i romani filosofi, det betyder hele den romanske ånd, romanske kultur, romanske leveregler, at være roma, et sæt af roma-stammer.
En etnisk roma anses for at være en gadjo (ikke-roma) i det romanske samfundet, hvis han ikke har nogen romanipen. Nogle gange kan en ikke-roma anses for at være en roma, hvis han har romanipen; f.eks et adopteret barn. Som grundsten i den romanske kultur har "romanipen" været genstand for interesse for mange akademiske observatører. Det er blevet fremsat den hypotese at romanipen mere skal betragtes som en ramme for den romanske kultur og ikke blot en tilslutning til historisk overleverede regler.

### Religion
Flertallet af romaer praktiserer kristendom. Langt det overvejende flertal af romaer tror på Devla (Gud) og Beng (djævelen), andre romaer er hedninge, hinduer eller muslimer.

#### Tro
Forfædrene til moderne dages romaer var hinduer, men overtog kristendommen eller islam, afhængigt af deres opholdssted, eller de lande de migrerede igennem. Xoraxane roma (muslimske romaer) findes i Tyrkiet, Bosnien-Hercegovina, Albanien, Ægypten, Kosovo, Makedonien, Bulgarien, Rumænien, Kroatien, det sydlige Rusland, Grækenland, Krim samt Kaukasien og udgør en meget betydelig del af roma-folket. I Grækenland, sydlige Rusland], på Krim og i Kaukasien er de fleste romaer knyttet til Den ortodokse kirke ligesom flertallet af romaer i Rumænien er tilknyttet den katolske. Det er sandsynligt, at tilknytningen til de forskellige trosretninger forhindrede blandede ægteskaber.

#### Guddomme og helgener
Den Hellige Ceferino Giménez Malla betragtes i Den romersk-katolske kirke som skytshelgen for roma-folket. Sankt Sarah eller (eller Sara-la-Kali) er blevet æret som skytshelgen på samme måde som den Hellige Ceferino Giménez Malla. Siden begyndelsen af det 21. århundrede har den opfattelse bredt sig, at Sara-la-Kali er den indiske guddom Kali, som romaerne har taget med sig fra Indien. Da romaerne blev kristnet, blev hun optaget som helgen ved en religionssammensmeltning og tilbedt.
Modergudindefigurer er blevet fundet ved udgravninger af Induskulturen i Mohenjo-Daro i Sindh og Harappa i Punjab, Haryanaområdet. Nogle romaer hævder at de stammer fra Punjab, og Kali Matrika (dansk: Mor Kali) tilbedes stadig i Indien, især af hinduer. Derfor betragtes Sankt Sarah i stigende grad som "en romani gudinde, beskytterinden af romaerne" med en "indiskutabel forbindelse til Bharat Mata (dansk: ~ Moder Indien).

#### Ceremonier og religiøs praksis
Romaer tilslutter sig oftest den dominerende religion i værtslandet og anvender ofte den fremherskende religions ceremonier i forbindelse med dåb og begravelse, mens de bevarer deres særlige trossystem og oprindelige religion og tro. Romaerne fortsætter med at udøve "Shaktisme", en praksis med oprindelse i Indien, en personificering af guddommelighedens kvindelige aspekt. Overholdelse af denne praksis betyder, at for de romaer, der tilbeder en kristen gud, fremføres bønnen gennem Jomfru Maria eller hendes mor, Sankt Anna. Sankt Anna-Shaktisme er blevet fastholdt af romaerne i over tusind år efter migrationen fra Indien.
Udover romaernes ældste, der tjener som åndelige ledere, findes hverken præster, kirker eller bibler blandt romaer. Den eneste undtagelse er romaernes Pinsebevægelse.

#### Romaernes religiøse tilhørsforhold på Balkan
Roma-samfund, der har boet på Balkan gennem mange hundrede år, har tilsluttet sig den dominerende religion i værtslandet:
- Albanien - Hovedparten af Albaniens romaer er muslimer.[93]
- Bosnien-Hercegovina og Montenegro - Islam er den dominerende religion blandt romaer.[94]
- Bulgarien - I det nordvestlige Bulgarien, ud over Sofia og Kjustendil, er kristendom den dominerende religion blandt romaer. I det sydøstlige Bulgarien er islam den dominerende religion blandt romaer, og en mindre del af romaerne erklærer sig selv som "tyrkere", idet de sammenblander etnicitet og religion.[94]
- Kroatien - Efter Anden Verdenskrig flyttede et stort antal muslimske romaer til Kroatien (flertallet fra Kosovo).[94]
- Grækenland - Efterkommerne af grupperne Sepečides, Sevljara, Kalpazaja, Filipidži og andre, der bor i Athen og Thessaloniki, det centrale Grækenland og den græske region Makedonien er hovedsagelig kristent ortodokse, med et mindretal af muslimer. Efter Lausanne-traktaten i 1923 flyttede mange muslimske romaer til Tyrkiet i den efterfølgende udveksling folkegrupper mellem Tyrkiet og Grækenland.[94]

- Kosovo - Langt størstedelen af roma-befolkningen i Kosovo er muslimer.[94]
- Makedonien - De fleste romaer i Makedonien er muslimer.[94]
- Rumænien - Ifølge folketællingen i 2002 er størstedelen af det romaske mindretal i Rumænien kristent ortodokse, mens 6,4% er medlem af pinsekirken, 3,8% katolikker, 3% reformerte, 1,1% græske katolikker, 0,9% baptister og 0,8% Syvende Dags Adventister.[95] I Dobrogea er der et lille samfund, der er muslimer og taler tyrkisk.[94]
- Serbien - De fleste romaer i Serbien er kristent ortodokse, i det sydlige Serbien er nogle romaer muslimer, hovedsageligt flygtninge fra Kosovo.[94]

#### Religiøse tilhørsforhold i andre områder
I Ukraine og Rusland er romabefolkningen, der er efterkommere af indvandrere fra Balkan, muslimer. Deres forfædre bosatte sig på Krimhalvøen i 16- og 1700-tallet og efterfølgende migreret til Ukraine, det sydlige Rusland og Povolzje (~ Volgas føderale distrikt). Formelt er Islam den religion disse romasamfund tilslutter sig, og romaerne er kendt for deres trofast bevarelse af romani sprog og identitet.
De fleste østeuropæiske romaer er romersk-katolske, ortodokse eller muslimer. Romaerne i Vesteuropa og USA er hovedsagelig romersk-katolske eller protestantiske. I det sydlige Spanien er lille mindretal romaer tilknyttet Pinsebevægelsen. Tilknytningen til Pinsekirken opstod i moderne tid. I Egypten er romaerne delt i kristne og muslimske grupper.

### Musik
Romamusik spiller en vigtig rolle i de central- og østeuropæiske lande som Kroatien, Bosnien-Hercegovina, Serbien, Montenegro, Bulgarien, Makedonien, Albanien, Ungarn, Slovenien og Rumænien, ligesom romamusikernes stil og musiktraditioner har påvirket klassiske europæiske komponister som Franz Liszt og Johannes Brahms. Også danske komponister som Thomas Koppel, Anders Koppel og Peter Bastian har ladet sig inspirere af romamusikken. De lăutari, der spiller på traditionelle rumænske bryllupper er stort set alle Romaer.
Den internationalt kendeste nutidige lăutarikunstner er sandsynligvis Taraful Haiducilor. Bulgariens populære "bryllupmusik" spilles næsten udelukkende af romamusikere, blandt andet Ivo Papasov, en virtuos klarinettist tæt forbundet med denne genre, samt den bulgarske pop-folk sanger Azis.
Mange berømte klassiske musikere, som den ungarske pianist György Cziffra, er roma, ligesom mange prominente Manelekunstnere. Zdob şi Zdub, et af de mest fremtrædende rockorkestre i Moldova er som ikke-romaer inspireret af romamusikken. Ligeledes har Spitalul de Urgenţă fra Rumænien, Shantel fra Tyskland, Goran Bregović fra Serbien, Darko Rundek fra Kroatien samt Beirut og Gogol Bordello fra USA hentet inspiration i romamusikken.
En anden tradition idenfor romamusik er genren af romani brassband, med bemærkelsesværdige musikere som Boban Marković fra Serbien samt lăutari brassbandgrupperne Fanfare Ciocărlia og Fanfare din Cozmesti fra Rumænien.
Mange musiinstrumenter som violin og guitarer siges at stamme fra romaerne. Mange danse som flamenco fra Spanien og Egyptens orientalske danse siges også at stamme derfra.
Den karakteristiske lyd af romamusik har i Europa påvirket bolero, jazz og flamenco, især cante jondo. Den europæiske musikgenre jazz manouche eller Sinti jazz spilles stadig i vid udstrækning af romaer; den kendte guitarist Django Reinhardt vedkender sig denne kunstneriske gæld. Nutidige kunstnere, der er en del af denne tradion, omfatter Stochelo Rosenberg, Biréli Lagrène, Jimmy Rosenberg, Paulus Schäfer og Tchavolo Schmitt.
Romamusikere i Tyrkiet har fået det nationale publikums anerkendelse. Lokale romakunstnere spiller normalt på særlige festdage. Deres musik spilles på instrumenter som darbuka, klarinet og cümbüş, et oud-lignende instrument.

### Køkken
Den traditionelle roma hovedret, "salmaia", tilberedes af kål, kød og ris. En populær roma dessert er pirogo. Opskriften består af æg, rosiner, valnødder, ananas, sukker, smør, nudler og hytteost.

## Tre grupper af romaer
Den ene hovedgren stammer fra dem, der rejste til Ægypten og videre gennem Nordafrika til Spanien og Frankrig. De to øvrige nedstammer fra den gruppe, der rejste via Mellemøsten gennem Tyrkiet til Østeuropa. I Rumænien splitter denne gren sig op i to. En gruppe rejste via Ungarn til Vesteuropa, mens en anden via Ukraine, Polen og Baltikum fortsatte til Rusland og Norden (via Finland).
Grupperne kan stadig skelnes på grund af forskelle i deres ordforråd.

## Forfølgelserne
Romaer har været forfulgt i mange hundrede år.
I 1300-tallet blev mange gjort til slaver eller livegne. Livegne blev først frie i Rusland i 1861.
Omkring 1500 var andre anerkendt og havde forskellige privilegier som kristne pilgrimme, men mistede privilegierne og blev sat i forbindelse med trolddom og spionage og "forræderi mod kristendommen". Den organiserede forfølgelse af romaerne blev indledt i Tyskland i 1498, da Rigsdagen vedtog at udvise dem som forrædere mod kristendommen. Mange lande fulgte i Tysklands fodspor.
Også roma-folket blev forfulgt i Hitlers Nazityskland. Romaerne og jøderne var de etniske grupper, nazisterne udvalgte til udryddelse. Allerede fra 1933 blev romaer samlet og sendt til tyske koncentrationslejre. Det vides ikke hvor mange romaer blev dræbt, fordi mange blev dræbt af "Einsatzgruppen" uden for kz-lejrene. I 1972 vurderede en forsker at 250.000 var blevet dræbt. Andre har hævet det til 500.000. Senere vurderinger ligger på over 1,5 millioner. Men nazisterne i Tyskland forsøgte utvivlsomt at eliminere hele folket. Nogle overlevende har fået erstatning.

## Fordomme blomstrer
Beboerne i Paris kom hurtigt med nedsættende tanker om romaerne.
Øjenvidneberetninger fra 1427 fra Paris beskriver, at børnene havde flere huller i ørerne med store ørenringe. Mændene var meget mørke i huden med krøllet hår. Kvinderne var så "grimme og sorte, som man kan tænke sig". De var troldkvinder, der kunne spå. Det gav ofte splid i familierne, når "sandheden kom frem". De blev også anklaget for tyveri. Et øjenvidne kontaktede romaerne og oplevede ikke at rygterne var sande, tværtimod.
Men romaerne var ilde set af den katolske kirke, og ærkebiskoppen i Paris satte med en straffeprædiken i kirkerne romaerne i dårligt lys. De blev bandlyst af kirken sammen med de franskmænd, de havde spået. Til sidst måtte de forlade Paris.[kilde mangler]

## Romaer i Skandinavien
De første romaer ankom til Danmark i 1505 fra Skotland. De havde et anbefalingsbrev (engelsk: letter of recommendation), med fra kong Jakob 4. af Skotland til hans onkel kong Hans af Danmark. Senere samme år kom romaer til Danmark fra Tyskland. Junker Jørger af Ægypten ankom til Jylland og modtog et lejdebrev fra prins Frederik.

### Romaer i Danmark
I den københavnske reces (kongelige forordning) af 1536 påbød Christian 3. at alle tatere der befandt sig i Danmark, skulle forlade landet inden tre måneder. Bestemmelsen gentoges og skærpedes i flere kongebreve. Forordning af 31.5. 1589, hvis bestemmelser gentoges i Danske Lov (3-20-3) indskærpede lokale øvrigheder at pågribe tatere (romaer), som måtte komme i deres jurisdiktion. De pågrebne skulle fratages deres ejendom, deres anførere skulle henrettes, og de øvrige skulle udvises for stedse. Med fattigvæsensforordningen af 24. 9. 1708 mindskedes straffen til udvisning samt, ved manglende efterkommelse heraf, voksne til slavearbejde og børn til rasphusarbejde. Som begrundelse for de hårde straffe anklagedes sigøjnere i lovgivningen for omstrejfen, bedrageri og tyveri samt for skørlevned, ugudelighed og trolddom. Enkelte gange har kongen beordret dødsstraf til de illegale indvandrere. Han udsendte et brev, hvori han beskyldte mange adelsmænd for at have hjulpet taterne. Brevet foreskrev, at alle der hjalp tatere, skulle straffes – samt at de, der dræbte en tater, kunne beholde hans ejendele. Hvis kongens mænd ikke adlød loven og anholdt taterne, kunne de stilles til ansvar og afkræves erstatning for de "skader, som taterne lavede i deres område".
Romaerne rejste nu rundt i små grupper, så de ikke var så nemme at finde. Kong Frederik 2. skrev et nyt brev om romaerne med en noget mildere tone end Christian 3. Peder Oxe blev sendt fra København til Jylland for at hente romaerne til København, hvor de skulle arbejde som smede og som matroser på galejerne.
I 1578 skrev biskoppen i Odense til sine præster at de ikke måtte ægtevie romaer, og at de skulle begraves uden for kirkegården, som om de var tyrkere, dvs. ikke kristne. I 1589 blev loven om udvisning fra Danmark igen taget op. Nu med økonomisk straf til de romaer som ikke rejste ud af landet.
De fleste historiske optegnelser om romaer i Danmark er gentagne kongelige ordrer om, at de skal udvises, og det fremgår deraf, at det lykkedes en del at forblive i landet.
Fra 1740 er kilderne ret beskedne. Først i 1824 udgav N.V. Dorph, St.St. Blichers ven, i Viborg et "Rotwelsk Lexicon" over taternes sprog med mange romaniord.
Ti romafamilier fra Slesvig-Holsten blev boende i Jylland, da Bismarck vandt krigen i 1864. Deres særprægede navne i telefonbogen viser, at der er mellem 4.500 og 6.000 efterkommere. Der er over 20.000 i hele Danmark.
I 1858 ophævedes livegenskabet i Rumænien. Mange romaer havde været livegne på de store godser, og blev "sat på porten" uden mulighed for at ernære sig. En del endte som proletariat i de rumænske storbyer, hvor industrialiseringen tog fart. Andre vandrede bort i søgen efter indtægt, og nogle kom til Danmark.
I 1930'erne og under 2. Verdenskrig udsattes romaerne for forfølgelse særligt i Tyskland og Østeuropa. Ofte blev romaerne henrettet uden videre, og hele landsbyer blev udslettet. Andre blev sendt i koncentrationslejr – mellem ½ og 1 million romaer menes dræbt under "Porajmos" – "fortæringen". Der findes stadig overlevende romaer fra kz-lejrene, og der arrangeres udstillinger i forbindelse med den årlige Auschwitz-dag i Danmark.

#### Romaflygtninge udvist til koncentrationslejre
I 1875 indførtes en fremmedlov i Danmark, der forbød "tatere" og andre "rejsende" at opholde sig inden for rigets grænser. Loven medførte at mange romaer der forsøgte at komme til Danmark blev afvist ved grænsen af det danske politi.
I 1933, da romaerne flygtede fra forfølgelserne i Nazityskland, dannede loven grundlag for tilbagesendelse af flygtende romaer til de nazistiske myndigheder. En af de flygtende, Joseph Czardas, kom med en gruppe på 68 personer fra Spanien. Deres mål var Norge, da de erfarede om nazisternes grusomheder mod romaerne. Mange af dem blev sendt retur til Tyskland og omkom i de tyske koncentrationslejre.
Loven blev først ophævet i 1953.
Omkring 1970 var der en romalejr ved Islands Brygge i København. Den blev brugt af romaer, der rejste rundt i Skandinavien.

### Romaer i Danmark i dag
Der er ingen nøjagtig opgørelse over, hvor mange romaer der lever i Danmark. Det skyldes primært, at det i Danmark er ulovligt at registrere folk efter etnicitet ifølge diskriminationsloven fra 1996. Regeringens skøn lød i december 2002 på 1500. Regeringen har siden udtalt, at det ikke er muligt at opgøre det eksakte antal romaer i Danmark, men danske romaorganisationer skønner dog, at det virkelige tal er over 10.000.
I Helsingør boede der, ifølge Per Tærsbøl, omkring 1.000 romaer i begyndelse af 2000-tallet. Mange danske romaer er velintegrerede i det danske samfund. En del skjuler deres roma-identitet for omverdenen for at undgå fordomme og diskrimination.
I 1999-2000 kom en hel del romaflygtninge fra Slovakiet efter store forfølgelser.

## Romaernes kultur
Romakulturen kendes først og fremmest via romamusikken. Optegnelser fra Balkan viser at romaer i 1400-tallet opfattede det som den fineste opnåelige karriere at blive en dygtig musiker. Der fandtes stjernemusikere og sangere, hvis navne er indskrevet i historien.
Der findes flere gode romaorkestre i Danmark i forskellige stilarter.
Der findes et par ungdomsteatergrupper, som spiller stykker både på romani og på dansk. Der er også en levende tradition med digtning, og der arrangeres poesi-cafer.
Internt fejrer romaernes vigtige mærkedage i familien med store fester, hvor familie og venner, som kommer fra nær og fjern, synger og danser og spiser god mad.

### Underholdning og håndværk
De fortsatte med at bruge deres musik og dans til fest i de byer, de kom til. De er også kendt for at være dygtige til at arbejde med kobber og messing, og de er eksperter i at sko heste, opdrætte og sælge dem samt bearbejde træ og fremstille smykker. Romaernes musik blev videreført gennem flamenco i Andalusien i det sydlige Spanien: det er sang, musik og dans. Oprindelig bestod flamenco af sang uden musik (cante). Senere blev sangene akkompagneret af guitar (toque), håndklap palmas og baile. Toque og baile kan også bruges uden sang (cante), selv om sangen er hjertet i flamenco. I nyere tid er andre instrumenter som cajón, en kasse, der bruges som slaginstrument fra Peru, palillos, kastagnetter og basguitar.

### Romaernes religion
Romaer har ikke en fælles religion. De har ofte taget den "lokale religion" til sig, hvor de kom frem. De var katolikker og protestanter, muslimer, jøder, hinduer, hvor det var nødvendigt.
Romaerne fejrer en gang om året i slutningen af maj den Sorte Sarah i den sydfranske by Saintes-Maries de la Mer ved Middelhavets kyst. Primo september fejrer de Santa Maria med optog og musik i byen Lourdes, hvor Bernadette – ifølge traditionen – i et syn så Maria.